# Sesto Cazio Clementino Priscilliano
Sesto Cazio Clemetino Priscilliano (latino: Sextus Catius Clementinus Priscillianus; fl. 204-230) fu un senatore dell'Impero romano.
Da ragazzo, Priscilliano partecipò ai Giochi secolari del 204. Nel 230 divenne console ordinario e l'anno successivo legato della Germania Superior, dove era presente nel luglio del 231. Tra il 235 e il 238 fu legato della Cappadocia.

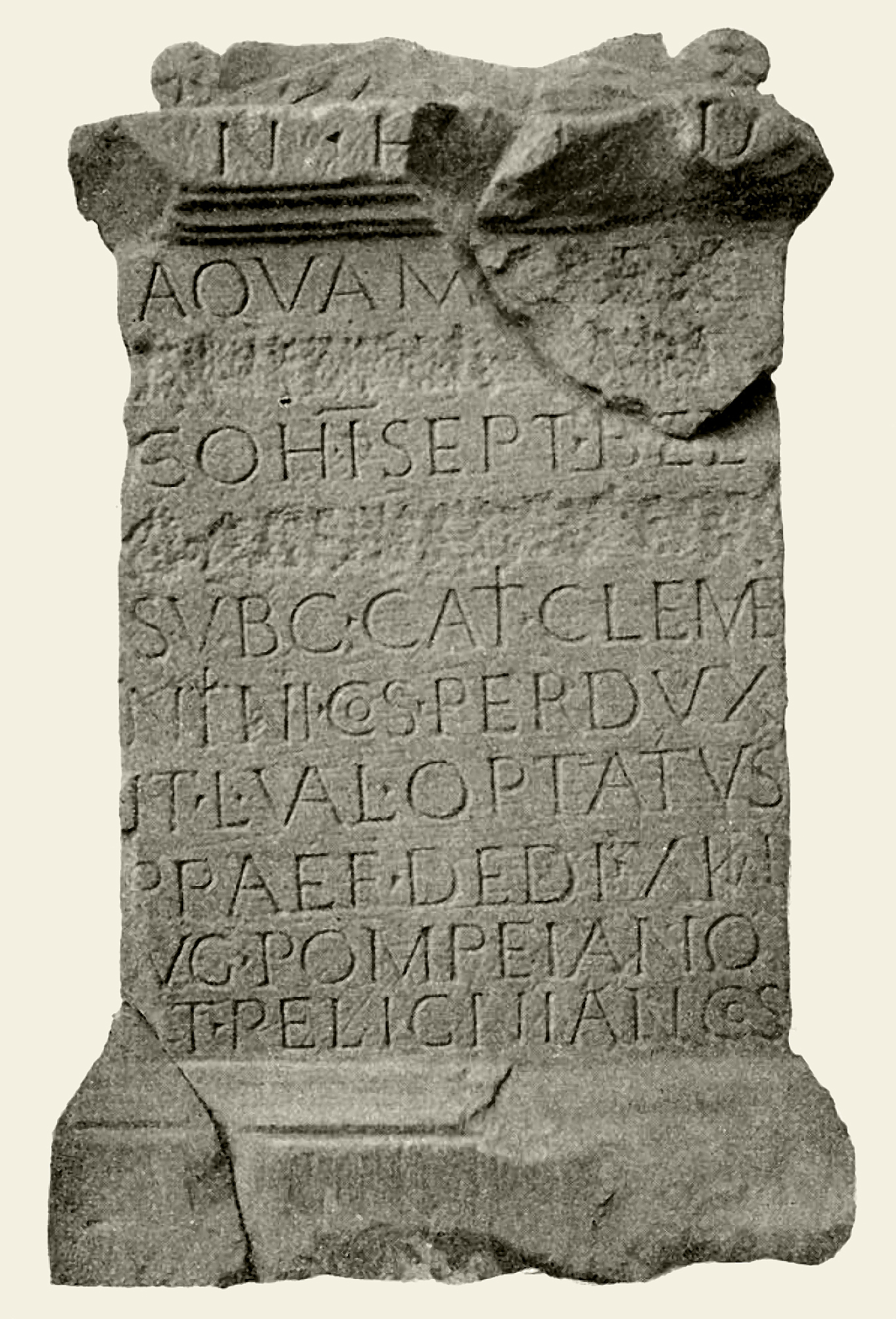
Stele rinvenuta ad Öhringen. L'incisione recita:

(hsh)